# 돌연변이율
돌연변이율(突然變異率,{{llang|en|mutation rate})은 한 세대의 돌연변이 빈도를 확률로 나타낸 것이다.

## 진화
현재 DNA의 기본적인 돌연변이율은 100만 년당 0.71%라는 사실이 밝혀졌다. 지금 침팬지와 인간의 DNA 차이를 거꾸로 추적해보면 침팬지-인간의 편차는 660만 년 전에 생겨났다는 결론이 얻어진다.

## 직립보행
인간의 안정된 직립보행은 신체의 이동에서 두팔을 보다 자유롭게 사용할 수 있도록 하였으며 중력에 저항하는 데 보다 유리하게 함으로써 에너지 효율면에서  몸과 뇌에 효과적으로 분산된 에너지를 공급하는데에도 유리하도록 진화된것으로 여겨진다고 생물관련 과학자들은 언급한다.

## 같이 보기
- 자연선택

## 참고 문헌
- (Life: The Science of Biology.David E. Sadava et al., is a 1983 MacMillan Learning (11th ed.). W. H. Freeman. 2016 [1983]. p. 1268. ISBN 9781319010164.)http://book.interpark.com/product/BookDisplay.do?_method=detail&sc.shopNo=0000400000&sc.prdNo=285884876&sc.saNo=003002001&bid1=search&bid2=product&bid3=title&bid4=001 보관됨 2024-12-05 - 웨이백 머신
- (동아사이언스-360만 년 전 조상들도 현생인류처럼 ‘직립보행’했다? 2018.04.23)http://dongascience.donga.com/news.php?idx=22178
- (미국 애리조나대 데이비드 레이츨런(David Raichlen) 조교수  2018.04.22일  ‘2018 실험 생물학 총회( 2018 Experimental Biology meeting, 4월 21~25일) 중 미국해부학회(American Association of Anatomists) 연례 학술대회 발표문-미국 샌디에이고 개최)